# Władysław Bidziński
Władysław Bidziński herbu Janina – podstarości i sędzia grodzki przemyski w 1564 roku.
Poseł na sejm parczewski 1564 roku, sejm lubelski 1566 roku, sejm 1570 roku z województwa sandomierskiego.